# رد جت ۴
رد جت ۴ (به انگلیسی: Red Jet 4) یک کشتی است که طول آن 39.82m می‌باشد. این کشتی در سال ۲۰۰۳ ساخته شد.